# Pico da Pedra (Lagoa)
O Pico da Pedra (Lagoa) é uma elevação portuguesa localizada no concelho da Lagoa, ilha de São Miguel, arquipélago dos Açores.
Este acidente geológico tem o seu ponto mais elevado a 234 metros de altitude acima do nível do mar e encontra-se junto ao povoado denominado Pico da Pedra e da elevação do Pico do Cascalho.